# Andrea Gerbolini
Andrea Gerbolini (San Remo, 6 aprile 1913 – Russia, febbraio 1943) è stato un militare italiano insignito della medaglia d'oro al valor militare alla memoria nel corso della seconda guerra mondiale.

## Biografia
Nacque a San Remo il 6 aprile 1913, figlio di Giuseppe e Anna Bottini.
Iscritto alla facoltà di medicina e chirurgia dell'Università di Torino, fu arruolato nel Regio Esercito ed ammesso a frequentare, in qualità di allievo ufficiale, la Scuola di Bassano del Grappa nell'agosto 1939. Nominato sottotenente di complemento dell'arma di fanteria, specialità alpini, fu assegnato al 1º Reggimento alpini con cui partecipò, nel giugno 1940, alle operazioni di guerra sul fronte occidentale con l'8ª Compagnia mitraglieri del battaglione alpini "Pieve di Teco". Trattenuto in servizio attivo, passò poi ad operare con il suo reparto sul fronte greco-albanese dove combatté dal dicembre 1940 all'aprile 1941. Rientrato in Italia nel maggio 1942 fu promosso tenente e nel mese di agosto partì per l'Unione Sovietica a seguito dell'ARMIR.
Durante il ripiegamento seguito all'esito negativo della seconda battaglia difensiva del Don, il mattino del 25 gennaio, la sua unità ripresa la marcia in direzione di Bolschije Lipjagj, quando la colonna venne attaccata dalle truppe russe asserragliate in un centro abitato con la 8ª Compagnia fatta segno da numerosi colpi di mortaio che causarono la perdita di due sottufficiali e 7 soldati.
Il battaglione alpini "Pieve di Teco" schierò immediatamente per attaccare il centro abitato la 2ª Compagnia, l'8ª Compagnia e un plotone della compagnia comando di battaglione con l'appoggio del plotone mortai da 81 della 102ª Compagnia. Dopo un breve combattimento le truppe italiane riuscirono a scacciare il nemico dall'abitato catturando alcuni prigionieri, armi e munizioni, liberabndo inoltre un centinaio di alpini genieri del XXX Battaglione guastatori che erano stati fatti prigionieri il giorno prima. Alla fine del combattimento un plotone della 8ª Compagnia, da lui comandato, si posizionò all'ingresso dell'abitato a protezione del fianco sinistro della colonna che passava tra le isbe. Quando la coda della colonna ebbe oltrepassato la fine dell'abitato un grosso contingente di partigiani russi attaccarono il plotone. Benché minorato per un congelamento degli arti inferiori, oppose una strenua resistenza incoraggiando i suoi soldati. Ferito gravemente, venne raccolto sul campo di battaglia dal nemico insieme ad alcuni superstiti, fu portato in prigionia nel campo di Krinovaj e decedette alcuni giorni dopo, nel mese di febbraio del 1943. Venne insignito della medaglia d'oro al valor militare alla memoria.